# Attila Kovács (athlétisme)
Pour les articles homonymes, voir Kovács et Attila Kovács.
Attila Kovács (né le 2 septembre 1960 à Szekszárd) est un athlète hongrois spécialiste du sprint.

## Carrière
Il a été 11 fois champion de Hongrie sur 100 m et 4 fois sur 200 m. Il a remporté la médaille d'argent du 100 m, lors des Jeux de l'Amitié de 1984 à 1/100e du Cubain Osvaldo Lara. Il a remporté la Coupe d'Europe des nations B en 1985. Il a été finaliste des championnats d'Europe en 1986 en terminant à la septième place.
Lors des championnats du monde 1987 à Rome, il termine quatrième en finale du 100 m, en 10 s 20.
Il détient le record de Hongrie du relais 4 × 100 m, en 38 s 67 à Budapest, le 11 août 1986, première équipe arrivée du Budapest Grand Prix, (László Karaffa, István Nagy, István Tatár, Attila Kovács).

### Records personnels
- 100 m: 10 s 09 à Miskolc (1987)
- 200 m: 20 s 11 à Miskolc (1987)